# قطار خودکششی

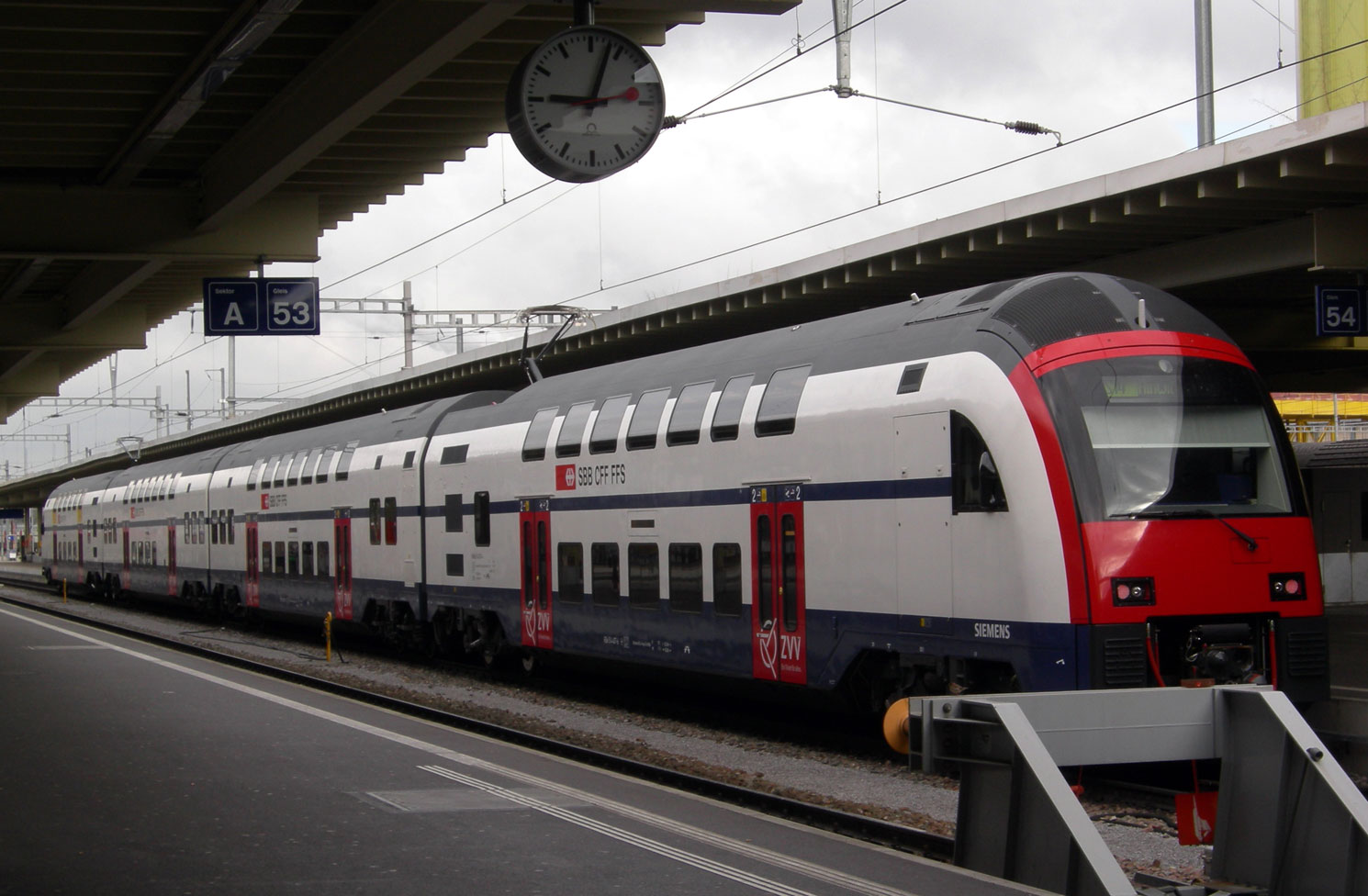
یکی از آخرین مدل‌های قطار خودکششی سوئیسی زیمنس دزیرو در اچ بی زوریخ

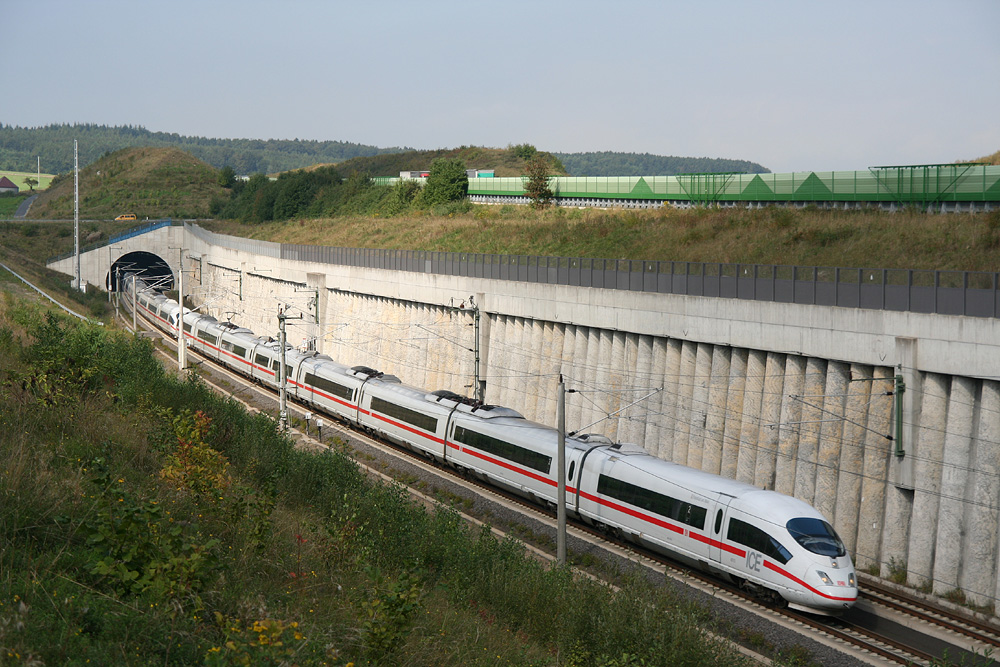
قطار خودکششی آیس ۳ جفتی بر روی ریل سریع‌السیر کلگن-فرانکفورت در نزدیکی مونتابار

قطار خودکششی یا مجموعهٔ چندواحدی (به انگلیسی: multiple-unit train)، قطاری چندواحدی است که قابلیت ترکیب با واحدهای مشابه یا غیر مشابه خود را دارد که همه این واحدها از یک کابین هدایت می‌شوند. همچنین قطار خودکششی‌به ترنست‌هایی گفته می‌شود که بیش از یک واگن دارند و هر واگن به صورت جداگانه یر روی ریل، نیروی محرکه خود را تأمین می‌کند.
قطارهای خودکششی در سه طبقه اصلی دسته‌بندی می‌شوند:
- قطار خودکششی الکتریکی (EMU)
- قطار خودکششی دیزلی (DMU)
- قطار خودکششی دیزلی-الکتریکی (DEMU)

## قطار خوکششی دیزلی در ایران
در ایران از سال 1384 از قطارهای خودکشش تولید شرکت زیمنس در کشور اتریش که دارای 5 واگن می باشد استفاده شده است.